# Chambornay-lès-Bellevaux
Chambornay-lès-Bellevaux là một xã thuộc tỉnh Haute-Saône trong vùng Bourgogne-Franche-Comté phía đông nước Pháp.